# Areobind Dagalaif
Flavi Areobind Dagalaif Areobind (en grec: Ἀρεόβινδος; fl. 479–512) va ser un general i polític de l'Imperi Romà d'Orient. Descendent d'una distingida famíla, va dirigir tropes durant la Guerra Anastasiana i va ser nomenat cònsol l'any 506. Durant una revolta a Constantinoble l'any 512, Areobind va esquivar a una multitud que volia forçar un canvi de govern i proclamar-lo emperadors. Va morir poc després.

## Família
Areobind va néixer en una família extremadament distingida, que combinava herència romana i bàrbara. El seu pare era Dagalaif (c. 430-posterior 461), cònsol el 461, que al seu torn era fill d'Areobind, cònsol el 434, tots dos d'origen got. La seva mare era Godistea (nascuda prop del 445), filla d'Ardabur, general i cònsol el 447, i néta d'Aspar, el poderós general alà i cònsol el 434.
Poc després del 478, Areobind es va casar amb Anícia Juliana (després del 461-527/528), filla de l'emperador romà d'Occident Olibri i la seva esposa Placídia. Junts van tenir un fill, Olibri (c. 480-després de 524/527), cònsol el 491. Un altre possible descendent és Dagalaif (potser d'una esposa anterior).

## Biografia
En els seus díptics consulars, Areobind apareix a la llista d'ocupant el càrrec de comes sacri stabuli (comte de l'estable imperial) i amb el títol de cònsol honorari. Amb l'esclat de la Guerra Anastasiana, va ser enviat a l'Orient com a magister militum per Orientem juntament amb els magistri praesentials Hipàci i Patrici. El maig del 503, Patrici i Hipati van assetjar Amida amb el gruix de l'exèrcit, mentre que Areobind, al capdavant de 12.000 homes, tenia la seva base a Dara per vigilar la fortalesa persa de Nísibis i l'exèrcit del xa Cobades I. Va repel·lir un atac d'un exèrcit persa que provenia de Singara i els va empènyer fins a Nisibis. Finalment, els perses van rebre reforços dels seus aliats heftalites i àrabs, i Areobind es va veure obligat a retirar-se, primer a Constantia i després a Edessa. Va ser assetjat allà per Kavadh al setembre, però l'inici de l'hivern i l'arribada dels reforços romans van obligar el governant persa a retirar-se. L'estiu del 504, Areobind va llançar una gran incursió a Arzanene, trobant poca oposició i devastant grans extensions de terra abans de tornar a Amida. Amb les posicions romanes estabilitzades i la guerra ara estenent-se cap a territori persa, Cosroes va acceptar una treva i les hostilitats van cessar a l'hivern. El 505, Areobind va ser cridat a Constantinoble, on li va ser atorgat el consolat el 506, amb Ennodi Messala com a col·lega seu.
Vivia retirat a Constantinoble l'any 512, en un moment en què l'advocació oberta de les doctrines miafisites per part de l'emperador Anastasi I havia causat una gran ira entre la població de la ciutat, majoritàriament calcedònica. En un moment donat, segons els cronistes, la població va fer cridar "Areobind per a emperador" i va marxar a casa de la seva dona, Anícia Juliana, per proclamar-lo. Areobind, però, no volia participar en una usurpació, i va fugir de la casa i s'havia amagat. No se sap res més d'ell, tot i que, a causa de la seva edat, devia morir poc després.

## Díptics
S'han conservat cinc exemples dels seus díptics consulars: dos complets i tres de mig. Els dos complets es troben a Lucca ( CIL XI, 8137 ) i Zúric ( CIL XIII, 5245 ); dues meitats només amb el nom es troben a París i Besançon, i una altra meitat amb els seus títols es conserva a Dijon ( CIL XIII, 10032, exemples .3b, .3d i .3c respectivament).